# D 565 (Türkei)
Die Straße D 565 (Devlet yolu 565) ist eine 69 km lange Straße in der Türkei. Teilstücke liegen sowohl im europäischen als auch im asiatischen Landesteil.

## Verlauf
Die Straße beginnt an der Schwarzmeerküste südlich der Grenze zwischen Bulgarien und der Türkei in İğneada. Sie führt zunächst nach Westen durch Demirköy und weiter nach Südwesten durch Pınarhisar (Kreuzung und kurzer gemeinsamer Verlauf mit der Straße D 020). Von dort führt sie weiter über die Autobahn Otoyol 3 (Europastraße 80) nach Lüleburgaz, wo sie die West-Ost-Achse der D 100 erreicht. Von dieser zweigt die D 565 rund 19 km weiter südöstlich nach Süden ab und führt über Muratlı nach Tekirdağ am Marmarameer, wo der europäische Teil der Straße an der D 110 (Europastraße 84) endet.
Zur Fortsetzung der Straße in der asiatischen Türkei besteht die Schiffsverbindung Tekirdağ – Bandırma. Der Hafen wird mit der Stadt durch einen Abschnitt der D 565 verbunden. Bandırma liegt an der West-Ost-Achse der D 200 (Europastraße 90). 12 km weiter zweigt die D 565 nach Süden von der D 200 ab und führt über Aksakal und die Einmündung der D 573 sowie die Kreuzung mit der Autobahn Otoyol 5 (Europastraße 881) nach Susurluk und von dort in die Provinzhauptstadt Balıkesir. Dort trifft sie auf die D 230 und kurz darauf auf die D 555. Die Straße führt weiter nach Süden und erreicht schließlich 4 km nach der Kreuzung mit der D 240 die Stadt Akhisar, kreuzt nochmals die Autobahn Otoyol 5 und erreicht über Saruhanlı die Provinzhauptstadt Manisa. Dort wird die D 250 gequert. Der letzte Abschnitt der D 565 führt durch den rund 4080 m langen Sabuncubeli-Tunnel nach Bornova, einem Teil der Großstadtgemeinde İzmir, wo sie an der West-Ost-Achse der D 300 endet.